# 神村西ランプ
神村西ランプ（かむらにしランプ）は広島県福山市神村町の国道2号赤坂バイパス上にあるランプである。

## 道路
- 国道2号赤坂バイパス

## 接続道路
- 福山市道

## 沿革
- 1998年（平成10年）3月14日 供用開始。

## 隣
赤坂バイパス
神村東ランプ - 神村西ランプ - 神村ランプ（このランプから松永道路）

## 備考
- 神村東→神村西→神村とランプの名称がおかしくなっている。これは赤坂バイパスと松永道路が別々の計画で建設が推進されたことに起因する。
- 赤坂バイパスを通って福山市中心部と旧松永市中心部を往来する場合は本ランプを使用しなければならない（次の神村ランプでは福山市街地方面との出入はできないため）。但し、本ランプ～国道2号旧道（広島県道54号福山尾道線）間の道は狭く、国道2号旧道に出る直前にJR山陽本線の踏切があるのであまり利用されていない。
- 地形的な都合により上下線の出入口は同じ場所に作られていない（上り線側出入口と下り線側出入口は50mほど離れている）。
- 下り線側出入口が東側、上り線側出入口が西側に位置している。また、上り線側出入口（オンランプ・オフランプ交差部分）はバイパス路面と同じ高さにはない。
- ランプウェイの形は赤坂バイパスが自動車専用道路ではないこともあって簡素なものになっている。
- 現状ではランプ周辺の住民のために作られたランプの趣が強いが、建設当時本ランプの南側に工業団地を造成する計画があり、下り線出入口は上下2車線の福山市道と接続している。工業団地進入路になる予定だったのだが、その後の経済状況の変化などで工業団地造成は中止され、山の中に延びていく道路にはバリケードが張られて入れないようになっている。